# Nicolas-Charles de Vincent
Nicolas-Charles, baron de Vincent, né en 1757 à Florence et mort le 7 octobre 1834 à Nancy est un général et diplomate lorrain au service de la maison de Habsbourg-Lorraine. Il est ambassadeur à Paris pendant la plus grande partie de la Restauration.

## Biographie
Le baron de Vincent nait à Florence en 1757 et s'attache à la maison de Habsbourg en raison de ses origines lorraines.

### Carrière militaire
Engagé dans l'armée à une date inconnue, il sert en 1790 dans les Flandres, comme capitaine au 31e régiment de chevau-légers de Latour. Il y combat la révolution brabançonne et obtient l'ordre militaire de Marie-Thérèse.
En 1794, pendant les guerres de la Première Coalition, il est nommé aide de camp du général Clerfayt puis l'année suivante du général Wurmser.
Lieutenant-colonel le 16 août 1796 puis colonel en avril 1797, il est aide-de-camp de l'empereur François II d'août 1796 à octobre 1798. Il participe néanmoins à la campagne de 1797 au sein d'une brigade de cavalerie commandée par le comte de Merveldt.
Transféré au 15e régiment de dragons en 1799, il prend l'année suivant la tête du 13e régiment de dragons et est promu General-Major le 29 octobre 1800. Il participe à la campagne d'Allemagne de 1800 au sein du corps de l'archiduc Ferdinand et commande une de ses brigades à la bataille d'Hohenlinden.
En 1805, il sert sur le théâtre italien et s'illustre en commandant l'arrière-garde autrichienne au combat de Gorizia le 16 novembre. Pendant la campagne d'Allemagne de 1809, promu feldmarschalleutnant depuis un an, il commande une division mixte et combat aux batailles d'Ebersberg, d'Essling et de Wagram.
Il est l'officier de liaison autrichien auprès des alliés à la bataille de Waterloo et y est blessé.

### Carrière diplomatique

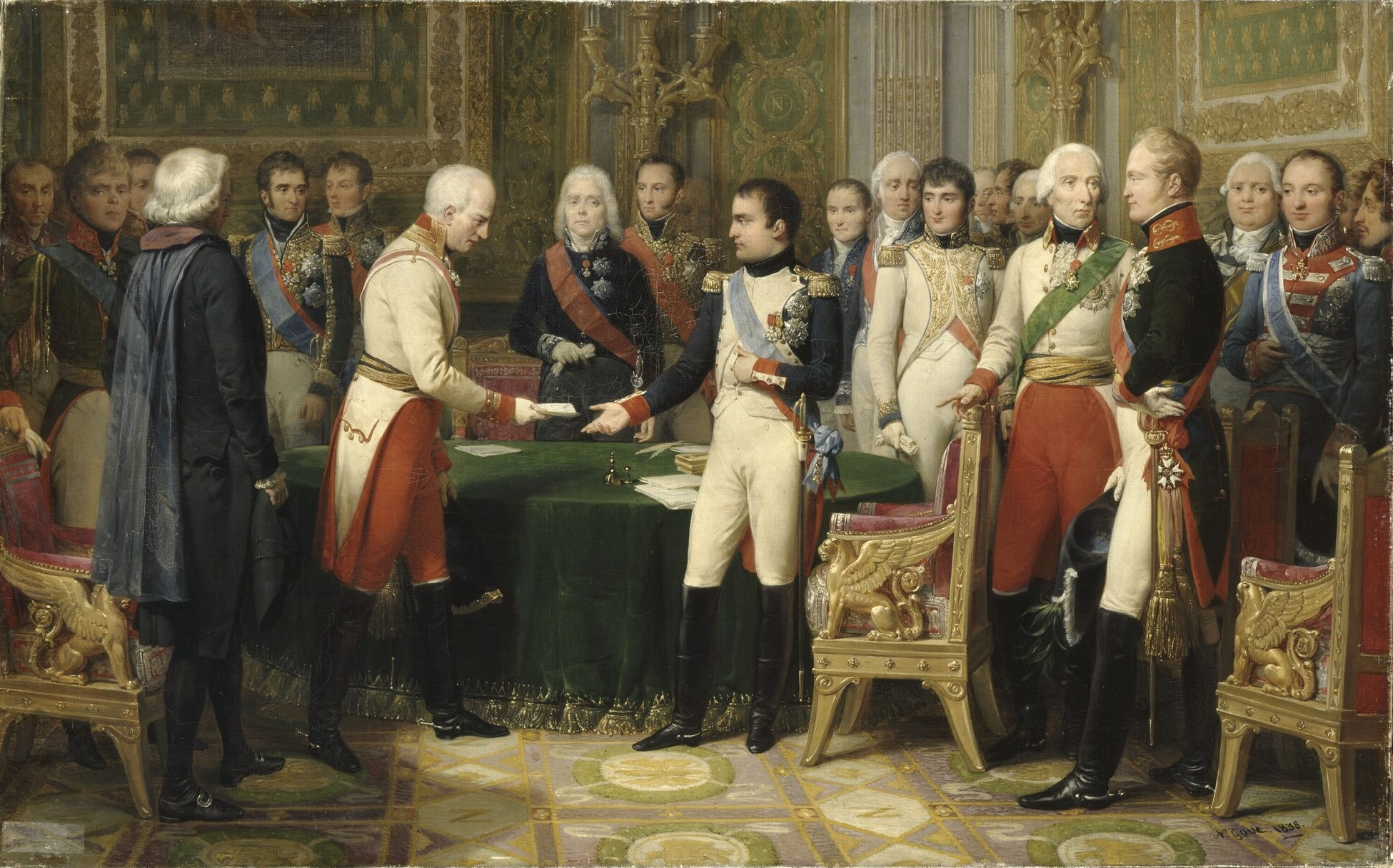
Napoléon recevant le baron de Vincent, ambassadeur d'Autriche, à Erfurt.

Alors aide-de-camp de l'empereur François II, le baron de Vincent joue un rôle dans la signature des préliminaires de Leoben en 1797.
Après la bataille d'Austerlitz et la signature du traité de Presbourg, le nouvel empire d'Autriche décide de renouer des relations diplomatiques avec l'empire français. François Ier d'Autriche envoie le général Vincent comme ambassadeur extraordinaire à Paris pour régler les questions d'ordre militaire. Il est remplacé par Metternich, qui arrive à Paris le 2 août 1806 et prend officiellement le titre d'ambassadeur.
Pendant le séjour de Napoléon Ier à Varsovie lors de l'hiver 1806-1807, le baron de Vincent est envoyé auprès de lui par l'empereur d'Autriche. Il y rencontre régulièrement son ami Talleyrand qui espère rallier Napoléon à son projet d'alliance autrichienne. D'après Metternich, les discussions entre Talleyrand, Vincent et Dalberg, abordent également la suite politique à donner à l'éventuelle défaite de Napoléon face à l'armée russe. En 1808, c'est encore lui qui est chargé de représenter son souverain à l'entrevue d'Erfurt. Il gagne la capitale de la Thuringe le 28 septembre et est très mal reçu par Napoléon Ier qui reproche à l'Autriche son réarmement et ses réticences à reconnaître les changements dynastiques à Madrid et à Naples.
Dès l'été 1814, le baron de Vincent est nommé ambassadeur d'Autriche à Paris,. Lors des Cent-Jours, il ne quitte la capitale française que le 21 mars, alors que Napoléon y est de retour depuis quelques jours. Au moment de son départ, il refuse de porter à Vienne deux lettres de Napoléon pour l'impératrice Marie-Louise et pour l'empereur François. Il retrouve son poste à la seconde Restauration et le conserve jusqu'en 1826. Il joue durant cette période un rôle important en France, en tant que représentant de Metternich, âme de la Sainte-Alliance. En 1818, il tente sans succès une médiation entre le gouvernement de Louis XVIII et le frère du roi, le futur Charles X. Le 9 mars 1819, il essaie vainement de s'opposer à la nomination par Louis XVIII de 60 nouveaux pairs de France pour contrecarrer l'offensive ultra-royaliste. À partir de 1822, le baron de Vincent ne parvient pas à s'opposer à l'alliance entre le ministre français des Affaires étrangères, Chateaubriand et l'ambassadeur russe à Paris, Pozzo di Borgo. Il est remplacé en 1826 par le comte Apponyi.

### Retraite en Lorraine
Après avoir refusé un poste d'ambassadeur à Rome, il prend sa retraite et s'installe en Lorraine. Il a fait construire le château de Bioncourt à partir de 1808 sur des plans de Claude Mique, puis, après son retour en Lorraine, une ferme attenante et reconstruire une tour. Il meurt en 1834 (mausolée dans le cimetière de Bioncourt).

## Titre et décorations
Le baron de Vincent était titulaire de nombreux ordres autrichiens et étrangers dont l'ordre militaire de Marie-Thérèse, l'ordre royal et militaire de Saint-Louis et l'ordre du Bain.
Le baron occupe la charge honorifique de chambellan à partir de 1797 et est membre du conseil privé à partir de 1810.